# Тормунд Великанья Смерть
Тормунд (англ. Tormund) — персонаж серии фэнтези-романов «Песнь Льда и Огня» американского писателя Джорджа Мартина. Появляется в книгах «Буря мечей» (2000), «Танец с драконами» (2011) и «Ветра зимы».
В телесериале «Игра престолов» роль Тормунда играет норвежский актёр Кристофер Хивью. В сериале Тормунд впервые появляется в третьем сезоне в качестве второстепенного персонажа и является основным персонажем начиная с четвёртого сезона.

## Роль в сюжете

### Буря мечей
Тормунд присутствовал в шатре Манса Налётчика, когда к последнему привели Джона Сноу. Позже Джон вступает в отряд Тормунда вместе с Игритт. Отряд Тормунда принимал участие в осаде Чёрного Замка — он и его сыновья занимались строительством «черепахи», прикрывающей таран для осады ворот. Когда Джон Сноу отправляется к одичалым, Тормунд встречает его и сопровождает до шатра Короля-за-Стеной. После внезапной атаки войска Станниса Баратеона на лагерь одичалых Тормунд ведет свой отряд в бой, но одичалые терпят поражение.

### Танец с драконами
Тормунд пережил сражение с войском Станниса Баратеона и смог увести большое количество одичалых. Джон Сноу посылал разведчиков на поиски Тормунда, в надежде на то, что им удастся наладить контакт. Позднее Сноу освобождает пленённую «принцессу одичалых» Вель, взяв с неё слово, что та отыщет и приведет Тормунда. Вель это удаётся и Тормунд с одичалыми приходят к Стене.
Джон и Тормунд заключают сделку — одичалым позволяют пройти к югу от Стены, но в обмен они должны занять заброшенные замки Дозора и оборонять Стену в грядущей войне с Иными. Сам Тормунд был направлен в замок Дубовый Щит, оставив своего сына в качестве одного из заложников Джона в Чёрном замке. Джон Сноу назначает Тормунда главой экспедиции в Суровый Дом для помощи оставшимся за Стеной одичалым.

## В экранизации
В телесериале «Игра престолов» роль Тормунда играет норвежский актёр Кристофер Хивью.

#### Третий сезон
В третьем сезоне роль Тормунда относительно книги расширена: Тормунд возглавляет вылазку одичалых за Стену вместо Стира и Ярла.

#### Четвёртый сезон
К югу от Стены отряды Тормунда и Стира встречаются и продолжают путь к Чёрному замку. При штурме Чёрного Замка Тормунд сошелся в поединке с сиром Аллисером Торном и победил его, но позже сам был ранен стрелами дозорных и попал в плен. Остаётся единственным живым вожаком отряда и попадает в плен.

#### Пятый сезон
В самом начале 5 сезона был свидетелем казни Манса. Провел переговоры с Джоном Сноу, вместе с которым же отправился в Суровый Дом. Во время похода Джона Сноу на Суровый Дом убил Костяного Лорда и принял участие в битве с Иными и живыми мертвецами. Вместе с Джоном Сноу привел одичалых из Сурового Дома на Стену.

#### Шестой сезон
В начале 6 сезона, благодаря ему и отряду одичалых, Давосу удалось остановить кровопролитие в Чёрном Замке за тело Джона Сноу. Принял участие в церемонии воскрешения Джона Сноу. Встретил вернувшегося к жизни Джона Сноу а также стал свидетелем казни Аллисера Торне, Олли, Отелла Ярвика и Боуэна Марша. Стал свидетелем приезда Сансы, Бриенны и Подрика в Чёрный Замок и получения Джоном письма с угрозами от Рамси. Проявил симпатию к Бриенне. Заявил Джону Сноу о том, что среди спасенных одичалых из Сурового Дома воинами являются две тысячи человек. Принял участие в военном совете в Чёрном Замке. Отправился с Джоном Сноу, Давосом Сивортом, Мелисандрой и Сансой Старк на переговоры с северными лордами. Принял участие в переговорах Джона Сноу с одичалыми. Отправился вместе с Джоном Сноу и лояльными ему знаменосцами в поход на Винтерфелл. Присутствовал при переговорах Джона Сноу с Рамси Болтоном. Принял участие в Битве Бастардов, в ходе которой убил Младшего Джона Амбера. Стал свидетелем поединка между Джоном и Рамси в Винтерфелле. Становится свидетелем провозглашения Джона Королём Севера.

#### Седьмой сезон
В начале 7 сезона принял участие в военном совете в Винтерфелле. Бросив на время в темницы Восточного Дозора Пса, Берика и Тороса, отправился в составе отряда Джона Сноу в земли за Стеной. Принял участие в поимке вихта, при этом получив ранение в бою с армией Короля Ночи. Был спасен Дейенерис. В конце 7 сезона бежал из Восточного Дозора при разрушении Стены восставшим из мёртвых Визерионом.

#### Восьмой сезон
В начале финального сезона Тормунд и Берик Дондарион встречаются со Скорбным Эддом в замке Последнего Очага. Они приходят в Винтерфелл и участвуют в битве против Короля ночи, которая для Эдда становится последней. На всеобщем празднике Тормунд ухаживает за Бриенной, но она отдает предпочтение Джейме.
После победы Тормунд уезжает с остатками своего народа вновь за стену. В финале он встречает Джона Сноу в Черном замке, который по факту возрождает Ночной Дозор и становится главой Одичалых вместо Манса. Друзья покидают территорию Семи королевств и уходят за остатки Стены. 